# Большой Джелтулак (посёлок)
Большой Джелтулак — упразднённый посёлок в Зейском районе Амурской области России. Исключен из учётных данных в 1976 году.

## География
Посёлок располагался на правом берегу реки Большой Джелтулак (приток реки Гарь), на расстоянии примерно 7 километров (по прямой) к юго-востоку от поселка Октябрьский.

## История
По всей видимости возник как старательский посёлок прииска «Октябрьский».
Решением Амурского исполкома от 18 мая 1976 года № 208, посёлок Большой Джелтулак исключён из учётных данных как фактически не существующий.